# Liste der Straßen in Essen-Bochold
Die Liste der Straßen in Essen-Bochold beschreibt das Straßensystem im Essener Stadtteil Bochold mit den entsprechenden historischen Bezügen.

## Einführung und Überblick
In Essen-Bochold leben 17919 Einwohner (30. September 2022) auf einer Fläche von 3,19 km². Bochold hat die Postleitzahlenbezirke 45355 (westliches Bochold), 45356 (östliches Bochold) und 45143 (Dinslaker Straße 13a sowie Dorstener Straße 19/21/23).
Vor der Industrialisierung im 19. Jahrhundert bestand Bochold aus Gehöften, heute ist Bochold der am dichtesten besiedelte Stadtteil im Stadtbezirk Borbeck. Die Besiedelung begann mit der Anlage von Zechen, die erste war die 1841 gegründete Zeche Carolus Magnus. Sechs Jahre später eröffneten die Zinkhütte an der heutigen Zinkstraße und die Phönixhütte am Bahnhof Essen-Bergeborbeck mit dem ersten funktionstüchtigen Koks-Hochofen im Ruhrgebiet.
Unter Bürgermeister Rudolf Heinrich, der vom 26. November 1881 bis zum 1. April 1907 im Amt war, wurden viele Reformen an der Straßenbenennung umgesetzt. Vor seiner Amtszeit gab es in Borbeck keine Adressen mit Straßennamen mit Hausnummern. Es gab eine aufsteigende Nummerierung der Häuser nach Sektionen (zum Beispiel „Bochold Nr. 156“). Heinrich trieb ab 1891 die Benennung von Straßen voran. Da es aufgrund der anfangs spärlichen Bebauung keine Straßenschilder gab, trugen die Häuser nun die Straßennamen an den Schildern der Hausnummer. Aus Kostengründen wählte Heinrich vorwiegend kurze Straßennamen. Dies führte zu mitunter seltsamen Namen, die unter „Herleitung: Kurzname“ zu finden sind.
Es gibt mehrere Straßennamengruppen im Stadtteil Bochold:
- Benennung nach Getreidearten rund um die Bergmühle
- Benennung nach belgischen Städten in der Siedlung Neu-Altenberg rund um die Flandernstraße, nördlich der Germaniastraße
- Benennung nach ehemaligen Gemeinden, welche hauptsächlich in Essen-Altendorf fortgeführt wird

Bochold grenzt im Westen und Norden an Borbeck-Mitte und Bergeborbeck, nördlich und östlich, entlang der Bottroper Straße grenzt Bochold an Vogelheim und Altenessen-Süd. Im Südosten Bocholds, entlang der Helenenstraße grenzt das Nordviertel an sowie entlang des Borbecker Mühlenbachs der Stadtteil Altendorf. Im Süden, entlang der Altendorfer Straße grenzt der Stadtteil Schönebeck.
Es gibt 79 benannte Verkehrsflächen und keine Plätze. 10 Straßen befinden sich nur teilweise im Stadtteil:
Carolus-Magnus-Straße führt nach Bergeborbeck und zweigt von der Bottroper Straße ab, die nördlich aus Bergeborbeck kommend die Grenze nach Vogelheim und Altenessen-Süd beschreibt und Bochold südlich ins Nordviertel verlässt. Hafenstraße und Hövelstraße werden in Altenessen-Süd fortgeführt. Haus-Berge-Straße und Schölerpad führen südlich nach Altendorf. Flandernstraße, Germaniastraße und Zechenstraße werden in Bergeborbeck fortgeführt, die Wüstenhöferstraße führt nach Borbeck-Mitte.
Durch den Stadtteil Bochold verläuft
- Die Bundesstraße  auf der Altendorfer Straße
- Die Landesstraße L 20 auf der Bocholder Straße
- Die Landesstraße L 64 auf der Bottroper Straße
- Die Landesstraße L 229 auf der Jahnstraße und Theodor-Hartz-Straße
- Die Kreisstraße K 1 auf der Haus-Berge-Straße, Germaniastraße und Theodor-Hartz-Straße
- Der Borbecker Mühlenbach, entspringt südlich im Stadtteil Essen-Bredeney und mündet nördlich in Essen-Bergeborbeck der Berne

## Liste der Straßen
Die nachfolgende Tabelle gibt eine Übersicht über die Straßen und Wege im Stadtteil mit entsprechenden Informationen.
- Name: aktuelle Bezeichnung der Straße.
- Länge/Maße in Metern:
 Die in der Übersicht enthaltenen Längenangaben sind gerundete Übersichtswerte, die in Google Earth mit dem dortigen Maßstab ermittelt wurden. Sie dienen Vergleichszwecken und werden, sofern amtliche Werte bekannt sind, ausgetauscht und gesondert gekennzeichnet. Der Zusatz „+“ bemerkt die Länge einer Straße in der Hauptlänge „+“ die abzweigenden Nebenstraßen.
 Bei Plätzen sind die Maße in der Form ab angegeben.
 Der Zusatz (im Stadtteil) gibt an, dass die Länge die des Straßenabschnitts innerhalb des Stadtkerns ist, sofern die Straße in benachbarte Stadtteile weitergeführt wird.
- Herleitung: Ursprung oder Bezug des Namens
- Datum der Benennung: amtliche Erstbenennung
- Anmerkungen: zusätzliche Informationen
- Bild: Foto der Straße oder eines anliegenden Objekts

| Name                   | Länge/Maße (in Metern)    | Herleitung                                                                                  | Datum der Benennung | Bemerkungen | Bild                   |
| ---------------------- | ------------------------- | ------------------------------------------------------------------------------------------- | ------------------- | --- | ---------------------- |
| Am Jungborn            | 255                       | Naturheilverein Jungborn                                                                    | 11. Dez. 1959       | Der Verein Jungborn betrieb hier ein Licht- und Luftbad, das 1925 von der Bockmühle zum Schölerpad verlegt wurde. Die Straße verläuft im Bogen zwischen Kesselstraße und Schölerpad. Zwischen Am Jungborn und Haskens Land erstreckt sich ein weitläufiger Grünbereich, der bis zum Borbecker Mühlenbach reicht, | Am Jungborn            |
| Am Kornkamp            | 90                        | Getreidename                                                                                | 3. Juli 1956        | Die Straße verläuft als Sackgasse nördlich der Bergmühle. Über einen Fußweg ist der Sportplatz an der Germaniastraße und die Hirsestraße erreichbar. | Am Kornkamp            |
| Antwerpenweg           | 225                       | Belgische Städte                                                                            | 9. Dez. 1987        | Die Straße verläuft südwestlich vom Brüggeweg, in der Mitte der Siedlung Neu-Altendorf, die durch die Flandernstraße umzogen wird. → Flandernstraße |                        |
| Asbeckstraße           | 445                       | Heinrich Asbeck (1949–1901), Ressortchef bei Krupp                                          | 21. Okt. 1938       | Die Straße zweigt nördlich von der Bergmühle ab, verläuft in einem Bogen um die Otto-Beyer-Straße und mündet wieder in der Bergmühle. | Asbeckstraße           |
| Bergmühle              | 835                       | Haus Berge                                                                                  | 9. Juli 1915        | Die Straße ist auf Höhe des Borbecker Mühlenbachs für den Straßenverkehr unterbrochen. An dieser Stelle befindet sich südlich der Straße ein Spielplatz. Dort stand bis ins 19. Jahrhundert die Obere Bergmühle. Ungefähr 500 Meter nördlich und abwärts des Mühlenbachs stand die Untere Bergmühle in direkter Nachbarschaft zum Haus Berge. Die Straßen um die nördliche Bergmühle zwischen der Germaniastraße und der Bocholder Straße herum gehören zur Straßennamengruppe Getreidenamen, zum Beispiel Weizenstraße oder Roggenstraße. | Bergmühle              |
| Bergmühlenwehr         | 95                        | Haus Berge                                                                                  | 8. März 1922        | Die Straße kreuzt Im Bocholdsfeld und verbindet mit der Troststraße. → Bergmühle | Bergmühlenwehr         |
| Bocholder Straße       | 2520                      | Bauernschaft Bochold                                                                        | 9. Juli 1915        | Bochold war landwirtschaftlich geprägt mit zahlreichen Bauernhöfen und hatte mit dem Haus Berge einen Rittersitz. Durch die einsetzende Industrialisierung Mitte des 19. Jahrhunderts bis Anfang des 20. Jahrhunderts wandelte sich das Bild hin zu einer Reihe von Zechen und Hütten. Am 1. April 1915 wurde Bochold als Stadtteil von Essen eingemeindet. Nach dem Ende der Kohleförderung Ende des 20. Jahrhunderts wandelte sich das Bild Bocholds wiederum und ist heute ein hauptsächlich durch Siedlungen geprägter Stadtteil. | Bocholder Straße       |
| Bottroper Straße       | 1290 (im Stadtteil)       | Hauptausfallstraße nach Bottrop                                                             | 29. Aug. 1927       | An ihrem nördlichen Ende, beginnend an der Hafenstraße über die Länge des „Volkspark Phoenixhalde“ beschreibt die Bottroper Straße die Grenze zu Essen-Vogelheim. Im weiteren Verlauf südlich von der Hövelstraße bis zur Helenenstraße bildet sie die Grenze zu Altenessen-Süd. Der nördliche Teil der Bottroper Straße, westlich der Hafenstraße bis zur Flözstraße liegt nicht im Stadtteil Bochold, sondern in Bergeborbeck. Die Bottroper Straße verläuft als Landesstraße 64 von der Essen-Stadtmitte bis Bottrop. |                        |
| Brinkstraße            | 100                       | Flurname Steinbrink                                                                         | 28. Nov. 1895       | Die Brinkstraße ist eine Sackgasse, die von der Germaniastraße abzweigt und in der Nähe der Wolfsbankstraße endet. | Brinkstraße            |
| Brüggeweg              | 240 + 280                 | Belgische Städte                                                                            | 9. Dez. 1987        | Der Brüggeweg ist inmitten der Siedlung Neu-Altenberg und erstreckt sich von der Flandernstraße bis zur Germaniastraße. Südwestlich liegen der Antwerpenweg, der Ostendeweg und der Diestweg. → Flandernstraße |                        |
| Butzweg                | 260                       | Gustav Butz (1844–1912), Direktor der Zeche König Wilhelm                                   | 20. Sep. 1972       | Der Butzweg verbindet die Preisstraße mit der Bocholder Straße und verläuft parallel zwischen Hohehausstraße und Otto-Brenner-Straße. | Butzweg                |
| Carl-Kruft-Straße      | 240                       | Carl Anton Joseph Kruft (1838–1881), Borbecker Bürgermeister 1869–1881                      | 9. März 1983        | Die Straße verbindet die Theodor-Hartz-Straße und die Zechenstraße und liegt in der Grenze von Bochold zu Bergeborbeck. | Carl-Kruft-Straße      |
| Carolus-Magnus-Straße  | 285 + 50 (im Stadtteil)   | Zeche Carolus Magnus                                                                        | 9. Juli 1915        | Der Verlauf der Straße auf Bocholder Gebiet wurde erst nach dem Abriss der Zeche Carolus Magnus, Schacht I und II umgesetzt. In den 1950ern wurde der Betrieb stillgelegt, in den 1960ern abgerissen und durch Straßen ersetzt. Dabei wurde auch der Borbecker Mühlenbach teilweise wieder freigelegt, der für den Zechenbetrieb überdeckt wurde. Der Verlauf der Carolus-Magnus-Straße im westlichen Abschnitt im Stadtteil Bergeborbeck und die Flözstraße am östlichen Ende der Carolus-Magnus-Straße waren durch die Zeche nicht verändert worden. | Carolus-Magnus-Straße  |
| Diestweg               | 105                       | Belgische Städte                                                                            | 9. Dez. 1987        | Der Diestweg eine der kürzesten Straße in der Siedlung Neu-Altenberg und verbindet die Flandernstraße mit dem Antwerpenweg. Parallel zum Diestweg verläuft der Ostendeweg. → Flandernstraße |                        |
| Dinslaker Straße       | 155                       | Dinslaken                                                                                   | 20. Sep. 1972       | Die Straße wurde 1972 leicht verlegt. Die ursprüngliche Dinslaker Straße bestand schon seit 1911. Die Straße gehört zur Essen-Altendorfer Straßennamengruppe „benachbarter Gemeinden“. Die Straße verbindet die Haus-Berge-Straße mit der Hagenbecker Bahn. | Dinslaker Straße       |
| Eckstraße              | 80                        | Kurzname                                                                                    | 8. Okt. 1896        | Die Straße bildet ein Dreieck mit der Kampstraße und Kesselstraße. | Eckstraße              |
| Endstraße              | 105                       | Kurzname                                                                                    | 14. Aug. 1896       | Am Ende der Endstraße befindet sich der katholische Friedhof Rosenhügel. Dort findet man „nach dem Ende des Lebens eine Ruhestätte“, so die Begründung für den Straßennamen. In Borbeck-Mitte findet sich die Zielstraße, die ebenfalls an einem Friedhof liegt und eine vergleichbare Begründung hat. | Endstraße              |
| Erdwegstraße           | 400                       | Franz Xaver Erdweg (1847–1914), Pfarrer bei St. Maria Rosenkranz                            | 9. Juli 1915        | Die Erdwegstraße verbindet die Germaniastraße mit der Bocholder Straße und ist auf der Hälfte durch eine für den Straßenverkehr gesperrte Fußgängerzone unterbrochen. Die Straße verläuft parallel zum Borbecker Mühlenbach. | Erdwegstraße           |
| Essingweg              | 135 + 65                  | Theodor Essing (1841–1899), erster Richter des Borbecker Amtsgerichts                       | 12. Feb. 1931       | Der Essingweg zweigt nördlich von der Bocholder Straße ab und führt in die Sackgassen Marreweg und Kanzelweg. Diese Straßen liegen an der Grenze zum Stadtteil Borbeck-Mitte, südöstlich des evangelischen Matthäusfriedhofs. |                        |
| Flandernstraße         | 590 (im Stadtteil)        | Belgische Städte                                                                            | 9. Dez. 1987        | Der Bereich der Flandernstraße von der Germaniastraße bis zum Ostendeweg hieß früher Hüttenstraße. Die Flandernstraße legt sich wie eine Schleife um die Siedlung Neu-Altenberg. Die Siedlung liegt an der Grenze zu Bergeborbeck auf dem Gebiet der ehemaligen Zinkhütte. Die Zinkhütte wurde 1847 vom belgischen Unternehmen Charles Leconte gegründet (→ Zinkstraße), daher hat die Straßennamengruppe Namen von Städten der Region Flandern (→ Lierweg). Die Siedlung wurde etwa 1984 errichtet, die Siedler haben am 30. September 1986 den „Siedlergemeinschaft Neu Altenberg e. V.“ gegründet. Innerhalb der Siedlung findet man die Straßennamengruppe „Belgische Städte“ mit den Straßen Antwerpenweg, Brüggeweg, Gentweg, Diestweg und Ostendeweg. Die Straßen der Siedlung sind verkehrsberuhigt. An der Ecke Flandernstraße und Zinkstraße findet sich eine parkähnliche Anlage, der Spielplatz südlich der Flandernstraße war zu Zeiten der Zinkhütte eine Halde.                                                                | Flandernstraße         |
| I. Fließstraße         | 200                       | Bergbaubegriff                                                                              | 9. Juli 1915        | Fließsand oder Fließlehm haben den Kohleabbau behindert. In der Emscherregion ist vermehrt der Fließsand vorgekommen. Um Wasserzuflüsse und Fließsand zu vermeiden wurden zum Beispiel auf der Zeche Unser Fritz Tübbinge aus Gusseisen eingesetzt. Die I. Fließstraße verläuft parallel zur II. Fließstraße und verbindet die Bottroper Straße mit dem Zipfelweg. | I. Fließstraße         |
| II. Fließstraße        | 205                       | Bergbaubegriff                                                                              | 9. Juli 1915        | → I. Fließstraße | II. Fließstraße        |
| Flözstraße             | 300                       | Lagerstätte eines bergbaulich relevanten Sedimentgesteins                                   | 9. Juli 1915        | Die Flözstraße liegt parallel zur I. und II. Fließstraße und verbindet die Bottroper Straße mit dem Zipfelweg. An der Ecke Bottroper Straße und Flözstraße befindet sich die katholische Kirche St. Bonifatius. Früher befand sich westlich der Flözstraße die Zeche Carolus Magnus, die 1951 stillgelegt wurde. Nun befindet sich dort die gleichnamige Carolus-Magnus-Straße und führt in den Stadtteil Essen-Bergeborbeck. | Flözstraße             |
| Friedrich-Lange-Straße | 285                       | Friedrich Wilhelm Lange (1837–1918), Direktor der Phönixhütte in Essen-Borgeborbeck         | 26. Feb. 1907       | Die Friedrich-Lange-Straße zweigt östlich von der Haus-Berge-Straße ab, kreuzt die Bottroper Straße und mündet nahe der Grenze zu Altenessen-Süd in der Hövelstraße. | Friedrich-Lange-Straße |
| Friesenaue             | 180                       | Karl Friedrich Friesen (1784–1814), Mitarbeiter des Turnvater Jahns                         | 24. Juli 1929       | Die Straße bildet eine Schleife nordöstlich der Jahnstraße. | Friesenaue             |
| Gentweg                | 100                       | Belgische Städte                                                                            | 9. Dez. 1987        | Der Gentweg ist eine der kürzesten Straßen in der Siedlung Neu-Altenberg und verläuft am Brüggeweg, nordöstlich des Antwerpenweg. → Flandernstraße | Gentweg                |
| Germaniastraße         | 1465 (im Stadtteil)       | Germaniadenkmal am Germaniaplatz                                                            | 9. Juli 1915        | Zur Erinnerung an die während der Einigungskriege gefallenen Borbecker. Das Denkmal zeigt eine allegorische Darstellung der Germania, wonach man 1891 den Germaniaplatz benannte. Die Straße nimmt den Verlauf der Kreisstraße K 1 von der Haus-Berge-Straße auf und gibt sie nahe der Grenze an Bergeborbeck an die Theodor-Hartz-Straße weiter. An der Einmündung der Theodor-Hartz-Straße verläuft die Germaniastraße als normale Siedlungsstraße weiter Richtung Borbeck-Mitte, an deren Grenze sie die Otto-Brenner-Straße kreuzt. | Germaniastraße         |
| Grävenweg              | 200                       | Kottenname: Graevenkotten                                                                   | 22. Mai 1974        | Vor 1668 wurde der Graevenkotten von Freiherr von Schell an das Damenkapitel in Essen verkauft. 1794 ging die Verwaltung des Kottens an das Haus Berge. 1803 ging das Haus Berge mitsamt dem Kotten an den preußischen Staat. Die Kinder von Philipp Greve verkauften den Kotten 1873 an Hermann Tüber, der fünf Jahre später die Konzession für eine Branntwein-Brennerei erwarb. 1898 erwarb der Landwirt und Brenner Fritz Brüggemann die Brennerei. Die Kornbrennerei Fritz Brüggemann KG an der Bocholder Straße 278, gegenüber Steegstraße und Erdwegstraße, stand an gleicher Stelle wie der Graevenkotten. Die Brennerei wurde 2010 liquidiert und am 22. Juni 2017 aus dem Handelsregister gelöscht. | Grävenweg              |
| Haardtstraße           | 420                       | Wilhelm Friedrich Haardt (1831–1907), Pfarrer der evangelischen Gemeinde Borbeck            | 9. Juli 1915        | Die Straße verläuft zwischen der Bocholder Straße und der Kampstraße und kreuzt die Matthäuskirchstraße. |                        |
| Hafenstraße            | 555 (im Stadtteil)        | ehm Phönixstraße, Straße zum Hafen am Rhein-Herne-Kanal                                     | 15. Jan. 1936       | Die Hafenstraße verläuft von Bochold nach Vogelheim zum Stadthafen. An der Mündung Germaniastraße/Haus-Berge-Straße zweigt die Hafenstraße nördlich ab, führt am Bahnhof Essen-Bergeborbeck vorbei und kreuzt die Bottroper Straße, bevor sie die Grenze nach Vogelheim überschreitet. |                        |
| Hagenbecker Bahn       | 260                       | Zeche Hagenbeck                                                                             | 31. März 1947       | Die Straße liegt an der Bahnstrecke, die die Zeche Hagenbeck mit dem Bahnhof Bergeborbeck verbindet hat. Die Straße liegt parallel zur Münzstraße und kreuzt die Dinslaker Straße und den Milendonkweg. Nördlich an der Haus-Berge-Straße ist die Durchfahrt mit einem Wendekreis gesperrt. Südlich mündet die Straße nach der Grenze zu Essen-Altendorf in einen Fußweg, der weiter zum Niederfeldsee führt. | Hagenbecker Bahn       |
| Haskens Land           | 430                       | Flurname                                                                                    | 14. Nov. 1935       | Zum Hof Hasken gehörendes Land. Die Straße verbindet die Kesselstraße und die Wüstenhöferstraße. An der Einmündung zur Wüstenhöferstraße liegt die Feuerwache 2 (Borbeck). | Haskens Land           |
| Haus-Berge-Straße      | 1010 + 180 (im Stadtteil) | Haus Berge                                                                                  | 9. Juli 1915        | Das Haus Berge lag am Borbecker Mühlenbach. Die Wasserburganlage war ca. 50 × 100 Meter groß und wurde von einem zehn Meter breiten Wassergraben umgeben. Die erste urkundliche Erwähnung der Burg („op den Berge“) stammt aus dem Jahr 1291. Die Haus-Berge-Straße verläuft in Nord-Süd-Richtung und übernimmt auf Höhe der Hafenstraße die Kreisstraße K 1 von der Germaniastraße, kreuzt im weiteren Verlauf südlich die Bocholder Straße verlässt Bochold nach Altendorf auf Höhe der Zollstraße. |                        |
| Hirsestraße            | 170 + 60                  | Getreidename                                                                                | 8. Sep. 1959        | Die Hirsestraße zweigt nordwestlich von der Bergmühle ab und ist eine Sackgasse. Die Straße verläuft parallel zur Bocholder Straße. | Hirsestraße            |
| Hohehausstraße         | 245                       | Kottenname: Hohehauskotten                                                                  | 20. Sep. 1972       | Die verkehrsberuhigte Straße liegt zwischen Butzweg mit der Preisstraße, parallel zur Wüstenhöferstraße und ist auf der Hälfte für den Straßenverkehr durch Einbauten gesperrt. | Hohehausstraße         |
| Hövelstraße            | 395 (im Stadtteil)        | Freiherr von Hövel (1842–1917), Landrat des Kreises Essen (1870–1899)                       | 9. Juli 1915        | Die Straße zweigt östlich von der Bottroper Straße ab und verläuft weiter nach Altenessen-Süd. |                        |
| Im Ährenfeld           | 140                       | Ehemals landwirtschaftliche Nutzung des Geländes                                            | 5. Dez. 1971        | Die Straße liegt parallel zur Mühlenaue und verbindet Mühlengrund mit Pappelweg. | Im Ährenfeld           |
| Im Bocholdsfeld        | 270 + 55                  | Flurname                                                                                    | 8. März 1922        | Die Straße zweigt südlich von der Bocholder Straße ab und kreuzt Bergmühlenwehr. | Im Bocholdsfeld        |
| Jahnstraße             | 725                       | Friedrich Ludwig Jahn (1778–1852)                                                           | 28. Nov. 1895       | Die Straße zweigt südlich von der Germaniastraße ab, kreuzt die Bocholder Straße und endet nahe dem Borbecker Mühlenbach an der Grenze zu Essen-Altendorf. | Jahnstraße             |
| Kampstraße             | 615 + 265                 | Kurzname                                                                                    | 28. Nov. 1895       | Abkürzung von „Adelskamp“. An der Bocholder Straße, gegenüber der Kampstraße lag eine Gaststätte, dessen Gastwirt damals Adelskamp hieß. Kurznamen wie Kampstraße, Endstraße oder Zollstraße gehen auf den Borbecker Bürgermeister Rudolf Heinrich zurück, der für neue Straßennamen bevorzugt kurze Namen vergab. | Kampstraße             |
| Kanzelweg              | 100                       | Matthäuskirche                                                                              | 10. Feb. 1931       | Der Kanzelweg liegt parallel zum Marreweg in der Nähe des evangelischen Matthäusfriedhofs und zweigt vom Essingweg ab. |                        |
| Kesselstraße           | 455                       | Kettelbeck, alternativer Name des Borbecker Mühlenbach                                      | 28. Nov. 1895       | Die Straße verbindet den Schölerpad mit der Kampstraße. | Kesselstraße           |
| Keunefeld              | 120                       | Flurname: Feld des Hofes Keune bzw. Köhne                                                   | 9. Juli 1915        | Die Sackgasse zweigt nordwestlich von der Bocholder Straße ab. | Keunefeld              |
| Kopfstraße             | 190                       | Kurzname: Sackgasse                                                                         | 14. Aug. 1896       | Da die Straße eine Sackgasse oder Kopfstraße ist, entschied man sich für diesen Kurznamen. Hinter der Kopfstraße und der Lehrstraße befand sich früher die Eisenbahnstrecke zur Phönixhütte. Die Strecke zwischen Zollstraße und Bottroper Straße ist nun ein Grünweg. Die Kopfstraße zweigt südlich von der Friedrich-Lange-Straße ab. | Kopfstraße             |
| Legrandallee           | 280                       | Johann Joseph Legrand (1798–1877), Pfarrer in St. Dionysius (Borbeck)                       | 5. Juni 1934        | Die Straße zweigt östlich von der Otto-Brenner-Straße ab, kreuzt die Wolfsbankstraße und mündet im Stadtteil Bergeborbeck in der Johannes-Brokamp-Straße. | Legrandallee           |
| Lehrstraße             | 235                       | Kurzname: Ehemalige Rosenhügelschule                                                        | 14. Aug. 1896       | Hier befand sich die katholische Schule Bochold III, später umbenannt in Haus-Berge-Schule. Zuletzt wurde das Gebäude als Grundschule genutzt. Die Rosenhügelschule schloss im Sommer 2010. Die Lehrstraße zweigt südlich von der Friedrich-Lange-Straße ab. | Lehrstraße             |
| Mahlstraße             | 180                       | Kurzname: Dampfmühle                                                                        | 8. Okt. 1896        | 1872 wurde an der Mahlstraße, Ecke Hafenstraße eine Dampfmühle errichtet. Die Mahlstraße kreuzt die I. und II. Fließstraße und verläuft parallel zum Zipfelweg. | Mahlstraße             |
| Marreweg               | 100                       | Hofname                                                                                     | 12. Feb. 1931       | Der Marreweg liegt parallel zum Kanzelweg in der Nähe des evangelischen Matthäusfriedhofs und zweigt vom Essingweg ab. |                        |
| Matthäuskirchstraße    | 410                       | Matthäuskirche                                                                              | 18. Sep. 1926       | Der Verlauf der Matthäuskirchstraße ist versetzt von der Matthäuskirche, die nordwestlich der Bocholder Straße am Matthäusfriedhof liegt. Die Straße hingegen liegt südöstlich und umfasst unter anderem das Gemeindezentrum. |                        |
| Milendonkweg           | 460                       | Familienname                                                                                | 17. Sep. 1924       | Die Straße verläuft bogenförmig von der Hagenbecker Bahn zur Bergmühle und kreuzt den Grävenweg und die Münzstraße. | Milendonkweg           |
| Mitzmannweg            | 215 + 110                 | Hofname: Mitzmann oder Termieden bzw ther Midden                                            | 20. Okt. 1971       | Der Hof gehörte zum adeligen Damenstift Stoppenberg. Der Mitzmannhof lag am heutigen Keunefeld. Der Mitzmannweg ist eine Sackgasse, die östlich vom Schölerpad abzweigt. | Mitzmannweg            |
| Mosebachstraße         | 175                       | Friedrich-Ferdinand Mosebach (1833–1898), Generaldirektor der Zeche König Wilhelm ab 1888   | 24. Feb. 1960       | Die Straße verbindet Pookweg und Mühlengrund, in der Mitte ist fußläufig der Pappelweg erreichbar. |                        |
| Mühlenaue              | 130                       | Borbecker Mühlenbach                                                                        | 5. Dez. 1951        | Die Mühlenaue liegt in der Nähe vom Mühlengrund, Im Ährenfeld und dem Pappelweg. | Mühlenaue              |
| Mühlengrund            | 420                       | Borbecker Mühlenbach                                                                        | 5. Dez. 1951        | Die Straße läuft parallel zum Pookweg und dem Schölerpad und zweigt südlich von der Bocholder Straße ab. Der Mühlengrund verbindet die Straßen Mühlenaue, Im Ährenfeld und den Ziegelbäckerweg. | Mühlengrund            |
| Münsterhausen          | 45                        | Lehnsgut Münsterhausen                                                                      | 17. Sep. 1924       | Eine Stichstraße der Bergmühle in der Nähe der Otto-Beyer-Straße. | Münsterhausen          |
| Münzstraße             | 260                       | Kurzname: Hof Münsterhausen                                                                 | 8. Okt. 1896        | Die Münzstraße verbindet die Bergmühle mit dem Milendonkweg und liegt parallel zur Hagenbecker Bahn. | Münzstraße             |
| Ostendeweg             | 230                       | Belgische Städte                                                                            | 9. Dez. 1987        | → Flandernstraße |                        |
| Otto-Beyer-Straße      | 150                       | Otto Beyer (1823–1893), Ressortchef bei Krupp                                               | 21. Okt. 1938       | Die Straße verläuft parallel zur Asbeckstraße. | Otto-Beyer-Straße      |
| Otto-Brenner-Straße    | 855                       | Otto Brenner (1907–1972), Gewerkschafter und Vorsitzender der IG Metall                     | 8. Nov. 1977        | Die nördliche Otto-Brenner-Straße beschreibt die Grenze zum Stadtteil Borbeck-Mitte und zweigt nördlich von der Bocholder Straße ab. | Otto-Brenner-Straße    |
| Pappelweg              | 145                       | Die Pappeln am Borbecker Mühlenbach                                                         | 5. Dez. 1951        | Der Pappelweg liegt zwischen Mühlenaue und Pookweg, | Pappelweg              |
| Pookweg                | 380 + 65                  | Karl Jakob Pook (1852–1933), Obermaterialsverwalter der Zeche Wolfsbank                     | 14. Nov. 1935       | Die Straße zweigt südlich von der Bocholder Straße ab und kreuzt die Mosebachstraße. |                        |
| Preisstraße            | 300 + 70                  | Kurzname: Verkauf der Grundstücke                                                           | 22. Jan. 1897       | Der Verkäufer der Grundstücke hat einen anständigen Preis erzielt. Die Straße zweigt westlich von der Otto-Brenner-Straße ab. | Preisstraße            |
| Roggenstraße           | 125                       | Getreidename                                                                                | 30. Apr. 1891       | Die Straße verläuft parallel zur Bergmühle und verbindet Weizenstraße und Bocholder Straße. | Roggenstraße           |
| Rossenrayweg           | 120                       | Bergwerke Essen Rossenray AG                                                                | 16. Dez. 1975       | Die Bergwerke Essen Rossenray AG ist 1953 die Rechtsnachfolgerin der Friedrich Krupp AG für die Bergwerksbetriebe im Raum Essen. | Rossenrayweg           |
| Schölerpad             | 560 + 155 (im Stadtteil)  | Zeche Schölerpad                                                                            | 16. Mai 1902        | Die Straße zweigt südlich von der Bocholder Straße ab und verläuft über den Borbecker Mühlenbach weiter nach Essen-Altendorf. | Schölerpad             |
| Steegstraße            | 365                       | Steeg über den Borbecker Mühlenbach                                                         | 8. Okt. 1896        | Die Straße verbindet die Germaniastraße mit der Bocholder Straße und verläuft parallel zur Erdwegstraße. | Steegstraße            |
| Steinbrink             | 210                       | Flurname: Auf'm Steinbrink                                                                  | 21. Sep. 1955       | Die Sackgasse liegt parallel zum Mühlengrund. | Steinbrink             |
| Termiedenhof           | 200                       | Hofname: Mitzmann oder Termieden bzw ther Midden                                            | 21. Okt. 1938       | Der Hof gehörte dem adeligen Damenstift Stoppenberg. Der Mitzmannhof lag am heutigen Keunefeld. | Termiedenhof           |
| Theodor-Hartz-Straße   | 230                       | Theodor Hartz (1887–1942), deutscher Ordensgeistlicher (Salesianer Don Boscos) und Märtyrer | 15. Jan. 1947       | Die Straße führt die Landesstraße 229 von der Germaniastraße fort und geht im Stadtteil Bergeborbeck in den Leimgardtsfeld über. An der Straße liegt das Don-Bosco-Gymnasium sowie die Kirche St. Johannes Bosco. | Theodor-Hartz-Straße   |
| Troststraße            | 160                       | Kurzname                                                                                    | 14. Aug. 1896       | Die ersten Häuser dieser Straße wurden von Brennereibesitzer Tüber errichtet (→ Grävenweg). Tüber bezeichnete seinen Schnaps als „Trost“ in schlechten Lebenslagen. | Troststraße            |
| Weizenstraße           | 200                       | Getreidename                                                                                | 9. Juli 1915        | → Bergmühle | Weizenstraße           |
| Wolfsbankring          | 765 + 70                  | Zeche Wolfsbank                                                                             | 24. Juni 1970       | Die Ringstraße verläuft westlich der Otto-Brenner-Straße auf dem Gelände der ehemaligen Zeche Wolfsbank. |                        |
| Wolfsbankstraße        | 680                       | Zeche Wolfsbank                                                                             | 9. Juli 1915        | Die Straße zweigt nördlich von der Bocholder Straße ab und bindet den Wolfsbankring an. | Wolfsbankstraße        |
| Wüstenhöferstraße      | 810 (im Stadtteil)        | Franz J. C. Wüstenhöfer, (1859–1927), Generaldirektor, Beigeordneter und Kirchmeister       | 27. Nov. 1933       | Franz Wüstenhöfer war von 1881 bis 1913 Direktor der Bergwerksgesellschaft König Wilhelm, ab 1913 Generaldirektor. Er war Mitglied des Gemeinderats und jahrelanger ehrenamtlicher Beigeordneter. Außerdem war er in der Evangelischen Kirchengemeinde Borbeck als Kirchmeister und Synodalältester aktiv. Die Straße führt südlich der Bocholder Straße in den Stadtteil Altendorf und mündet dort in die Altendorfer Straße. Nördlich der Bocholder Straße verläuft die Wüstenhöferstraße im Stadtteil Borbeck-Mitte weiter. | Wüstenhöferstraße      |
| Zechenstraße           | 140 (im Stadtteil)        | Schürfschacht „Lorchen“ der Zeche Carolus Magnus                                            | 30. Apr. 1891       | Die Zechenstraße zweigt nördlich der Germaniastraße als Verlängerung der Jahnstraße ab und kreuzt die Carl-Kruft-Straße, bevor sie in den Stadtteil Bergeborbeck wechselt. | Zechenstraße           |
| Ziegelbäckerweg        | 185                       | Ziegelei Philipp Hüttmann                                                                   | 11. Dez. 1974       | Auf historischen Karten ist von mindestens 1910 bis in die 1970er Jahre an dieser Stelle eine Ziegelei oder ein Ringofen verzeichnet. Johann Casper Termieden (→ Termiedenhof) heiratete zum zweiten Mal. Seine zweite Frau hieß Franziska Brockhofe und ihre Tochter Maria Catharina heiratete Johann Franz Hüttmann (→ Hüttmannstraße). Ihr zweiter Sohn Philipp Hüttmann errichtete die Ringofenziegelei, die er um 1920 an die Zeche Wolfsbank verkaufte. 1908 ließ Hüttmann eine Villa neben seinen alten Bauernhof bauen. Die Villa stand in der ehemaligen Hohlstraße, heute Keunefeld. |                        |
| Zinkstraße             | 285                       | Zinkhütte                                                                                   | 30. Apr. 1891       | Die Borbecker Zinkhütte wurde 1847 gegründet, 1854 von der Société des Mines et Fonderies de Zinc de la Vieille-Montagne übernommen und erhielt 1934 als deutsches Tochterunternehmen den Namen Altenberg, Aktiengesellschaft für Bergbau und Zinkhüttenbetrieb, Essen. Am 28. März 1968 wurde der Betrieb der Hütte eingestellt, wenig später am 12. Januar 1972 auch die Produktion von Schwefelsäure. Der Abriss der Schornsteine erfolgte dann am 17./18. September 1976. | Zinkstraße             |
| Zipfelweg              | 300                       | Sogenannter Borbecker Zipfel                                                                | 14. Nov. 1935       | Die Straße liegt im Grenzgebiet der evangelischen Kirchengemeinden Borbeck und Bergeborbeck. Am 1. April 1935 wurde das Gebiet nach jahrelangen Verhandlungen Bergeborbeck zugeschlagen. | Zipfelweg              |
| Zollstraße             | 735                       | Constantin Zöller (1826–1901), Hauptlehrer                                                  | 22. Jan. 1897       | In der Zeit vor 1900 gab es in den meisten Stadtteilen so wenige Häuser, dass sie einfach durchnummeriert wurden. Zöller gehörte beispielsweise das Haus „Bochold Nr. 156“. Unter Bürgermeister Rudolf Heinrich wurde im Bezirk Borbeck flächendeckend eine Adressierung umgesetzt wie wir es heute kennen. Allerdings war es damals noch nicht üblich, Straßennamen zu beschildern. Der Straßenname wurde deswegen auf das Schild der Hausnummer vermerkt. Für eine bessere Lesbarkeit entschied sich Bürgermeister Heinrich bei der Neuordnung der Straßennamen für Kurznamen. In diesem Fall „Zoll“ statt „Zöller“. Mit der Neuordnung erhielt Zöller die Adresse „Zollstraße 1“. Die Zollstraße war zu der Zeit nur ein kleiner Teil der heutigen Zollstraße, direkt an der Zeche Vereinigte Helene & Amalie und bildete mit der Helenenstraße und der ehemaligen Amalienstraße ein Dreieck. 1915 wurde die ehemalige Bottroper Straße schließlich zur Zollstraße zusammengelegt. Die Zollstraße verläuft parallel zur Haus-Berge-Straße. | Zollstraße             |

## Liste ehemaliger Straßennamen
Die Liste ehemaliger Straßennamen erhebt keinen Anspruch auf Vollständigkeit.
| Name                 | von           | bis           | umbenannt in (aktuell)                     | Herleitung                                    | Bemerkungen |
| -------------------- | ------------- | ------------- | ------------------------------------------ | --------------------------------------------- | --- |
| Altendorfer Straße   | 8. Okt. 1896  | 9. Juli 1915  | → Schölerpad                               |                                               | Der nördliche Teil des heutigen Schölerpad wurde umbenannt. Der südliche Teil in Essen-Altendorf hieß bis zum 16. Mai 1902 Albertinenstraße. |
| Bocholder Landstraße | ursprünglich  | 30. Apr. 1891 | → Bocholder Straße                         |                                               | |
| Borbecker Straße     | 20. Juli 1875 | 9. Juli 1915  | → Hövelstraße                              |                                               | |
| Borbecker Straße     | 9. Juli 1915  | 15. Jan. 1947 | → Theodor-Hartz-Straße                     |                                               | |
| Bottroper Straße     | ursprünglich  | 9. Juli 1917  | → Zollstraße                               |                                               | Die damalige Bottroper Straße hat nichts mit der heutigen zu tun, auch wenn sie vage parallel verläuft. |
| Buschstraße          | 28. Nov. 1895 | 27. Nov. 1933 | → Wüstenhöferstraße                        |                                               | Die heutige Wüstenhöferstraße setzt sich aus den damaligen Straßen Buschstraße und Kuhstraße zusammen. |
| Edelstraße           | 8. Okt. 1896  | 9. Juli 1915  | → Bergmühle (aktuell Carl-Kruft-Straße)    |                                               | Im heutigen Verlauf der Carl-Kruft-Straße zwischen Theodor-Hartz-Straße (früher Wilhelm Straße) und Germaniastraße (früher Kirchstraße) lag die ehemalige Edelstraße. Bis 1983 hieß dieser Teil Bergmühle. Im nördlichen Verlauf der Bergmühle, von der Germaniastraße (früher Kirchstraße) bis zur Theodor-Hartz-Straße (früher Wilhelm Straße) hieß die Straße Edelstraße. Bis zur Errichtung der Siedlung Neu-Altenberg an der Flandernstraße existierte die Hüttenstraße. Zu dieser Zeit ging die Bergmühle durchgängig auf dem Gebiet der jetzigen Carl-Kruft-Straße und dem jetzigen Grünweg zwischen Flandernstraße und Carl-Kruft-Straße. |
| Fließstraße          | 22. Jan. 1897 | 9. Juli 1915  | → II. Fließstraße                          |                                               | |
| Fürstenstraße        | 9. Juli 1915  | 5. Juni 1934  | → Legrandallee                             |                                               | |
| Gasstraße            | 28. Nov. 1895 | 6. Juli 1929  | → Jahnstraße                               | Gasanstalt                                    | An der Ecke Germaniastraße und Jahnstraße lag ein Gas- und Wasserwerk, das bis in die 1980er Jahre in Betrieb war. Heute befindet sich dort die EBE-Recyclingstation West (Stand Mai 2021). |
| Hasenstraße          | 9. Juli 1915  | 14. Nov. 1935 | → Haskens Land                             |                                               | Der ursprüngliche Kurzname Hasstraße, der unter Bürgermeister Rudolf Heinrich gefunden wurde, konnte als Hass-Straße missverstanden werden und wurde im Zuge der Eingemeindung zu Hasenstraße erweitert. Der ursprünglich gemeinte Bezug auf Haskens Land wurde schließlich 1935 in der Umbenennung deutlich. |
| Hasstraße            | 8. Okt. 1896  | 9. Juli 1915  | → Hasenstraße (aktuell Haskens Land)       | Kurzname                                      | |
| Hochstraße           | 30. Apr. 1891 | 9. Juli 1915  | → Bocholder Straße                         |                                               | Der Verlauf erstreckte sich um 1900 auch über die heutige Friedrich-Lange-Straße, die erst 1907 benannt wurde. Sie mündete im Osten in die heutige Bottroper Straße (damals Phoenix-Straße) in der Nähe der Eisenhütte Phoenix. Die Eisenhütte wurde in den 1930ern abgerissen. |
| Hochstraße           | 30. Apr. 1891 | 26. Feb. 1907 | → Friedrich-Lange-Straße                   |                                               | |
| Hohlstraße           | 28. Nov. 1895 | 9. Juli 1915  | → Keunefeld                                |                                               | |
| Holzstraße           | 22. Jan. 1897 | 9. Juli 1915  | → I. Fließstraße                           |                                               | |
| Hügelstraße          | 30. Apr. 1891 | 8. Okt. 1896  | → Bergmühle                                |                                               | Gegen 1910 gab es im südlichen Verlauf der Bergmühle (damals Hügelstraße) nur Münzstraße und Troststraße als Nebenstraßen. Straßen wie Verlassene Anschlussbahn (vom Jahnplatz bis zur Bergmühle) oder Randstraße (in der Nähe der Dinslakerstraße) sind im Laufe der Zeit weggefallen. |
| Hüttenstraße         | 10. Nov. 1911 | 9. Dez. 1987  | → Flandernstraße                           |                                               | Die Hüttenstraße hatte ihren Namen von der dort ansässigen Zinkhütte, siehe Zinkstraße. |
| Kaiserstraße         | ursprünglich  | 9. Juli 1915  | → Legrandallee                             | Kaiser Wilhelm I.                             | |
| Karlstraße           | 30. Apr. 1891 | 9. Juli 1915  | → Carolus-Magnus-Straße                    |                                               | |
| Katstraße            | 8. Okt. 1896  | 9. Juli 1915  | → Flözstraße                               |                                               | Die Flözstraße führte bis in die 1970er Jahre auf dem Abschnitt der ehemaligen Katstraße von der Bottroper Straße zur Krablerstraße. Dieser Abschnitt wurde in den 1970er Jahren teilweise zurückgebaut und ist nun eine kleine Sackgasse der Bottroper Straße. |
| Kirchstraße          | 30. Apr. 1891 | 9. Juli 1915  | → Germaniastraße                           |                                               | |
| Klosterstraße        | 17. Juli 1899 | 9. Juli 1915  | → Erdwegstraße                             | Durch Nonnen geleitete Schule und Krankenhaus | Östlich der Erdwegstraße verläuft der Borbecker Mühlenbach, dahinter lag das Haus Berge. Das dort 1867 errichtete Haus war zunächst ein katholisches Waisenhaus, später Krankenhaus. Auch die benachbarte katholische Schule Bochold II wurde um 1900 von Nonnen betrieben. Auf dem Gelände befindet sich nun das Geriatrie-Zentrum Haus Berge, die Schule wurde gegen 1980 abgerissen. |
| Knappenstraße        | 18. Okt. 1896 | 14. Nov. 1935 | → Pookweg                                  | Bergbaubegriff                                | Der Beruf Knappe war ein Ausbildungsberuf im Bergbau, die Lehrzeit dauerte drei Jahre. |
| Kuhstraße            | etwa 1891     | 27. Nov. 1933 | → Wüstenhöferstraße                        |                                               | Die heutige Wüstenhöferstraße setzt sich aus den damaligen Straßen Buschstraße und Kuhstraße zusammen. |
| Lindenstraße         | 30. Apr. 1891 | 9. Juli 1915  | → Haus-Berge-Straße                        |                                               | |
| Milendonkweg         | 17. Sep. 1924 | 17. Mai 1972  | → Asbeckstraße                             |                                               | Zu beiden Seiten der Bergmühle liegen schleifenförmig Straßen, die zusammen einen Kreis bilden. Südlich der Bergmühle befinden sich der Milendonkweg und die Münzstraße, nördlich die Asbeckstraße. Der westliche Teil der Asbeckstraße hieß bis 1972 Milendonkweg, sodass dieser die Bergmühle gekreuzt hat. |
| Mittelstraße         | 30. Apr. 1891 | 9. Juli 1915  | → Weizenstraße                             |                                               | |
| Phoenixstraße        | 30. Apr. 1891 | 15. Jan. 1936 | → Hafenstraße                              |                                               | |
| Poststraße           | 30. Apr. 1891 | 14. Nov. 1935 | → Zipfelweg                                |                                               | |
| Reichsstraße         | ursprünglich  | 21. Okt. 1938 | → Termiedenhof                             |                                               | |
| Scheidweg            | 2. Jan. 1896  | 9. Juli 1915  | → Haardtstraße                             |                                               | |
| Sterkrader Straße    | ursprünglich  | 30. Apr. 1891 | → Lindenstraße (aktuell Haus-Berge-Straße) |                                               | |
| Streitweg            | 28. Nov. 1895 | 2. Jan. 1896  | → Scheidweg (aktuell Haardtstraße)         |                                               | |
| Styrumer Straße      | ursprünglich  | 28. Nov. 1895 | → Wüstenhöferstraße                        |                                               | Die Styrumer Straße wurde 1895 zur Buschstraße, die später mit der Kuhstraße zur Wüstenhöferstraße wurde. |
| Wallstraße           | etwa 1900     | 12. Feb. 1931 | → Essingweg                                |                                               | |
| Wallstraße           | 8. Okt. 1896  | 12. Feb. 1931 | → Marreweg                                 |                                               | |
| Wilhelmstraße        | 30. Apr. 1891 | 9. Juli 1915  | → Theodor-Hartz-Straße                     | Kaiser Wilhelm I.                             | Die Straße liegt in der Nachbarschaft zur damaligen Kaiserstraße. |
| Wolfsbankring        | 24. Juni 1970 | 16. Dez. 1975 | → Rossenrayweg                             |                                               | Ein kleiner Teil des nördlichen Wolfsbankrings wurde umbenannt. |
| Wolfsbankstraße      | 9. Juli 1915  | 21. Sep. 1955 | → Steinbrink                               |                                               | Ein Teil der Wolfsbankstraße wurde umbenannt. |